# 马拉维鳄属
馬拉威鱷（學名：Malawisuchus）是種已滅絕中真鱷類，屬於諾托鱷類，生存於白堊紀早期的馬拉威。
馬拉威鱷的化石是在1989年發現。在1997年，由Elizabeth M. Gomani命名，並歸類到諾托鱷科。屬名意為「馬拉威鱷魚」，種名則是以化石發現地Mwakasyunguti地區為名。在2004年，I.d.S. Carvalho等人將馬拉威鱷改歸類到Itasuchidae科。
馬拉威鱷的後段牙齒有多尖頭，類似哺乳類。從頜關節顯示，牠們進食時下頜可做出前後移動的動作。頸部強壯。從肱骨的肌肉附著點，顯示牠們可以做出挖掘的動作。從後肢的關節顯示牠們採直立的步態，並可快速奔跑。從標本的埋葬狀態來看，這些化石在生前位在洞穴中。馬拉威鱷的身長約60公分，是種小型動物。